# 에버판 사건
에버판 사건(Aberfan disaster)은 1966년 10월 21일 탄광의 스포일 팁이 치명적인 붕괴로 발생한 것이다. 팁은 머서티드빌 근처의 웨일스 마을 에버판 위의 산 경사면에 생성되었으며 천연 샘을 덮었다. 폭우로 인해 물 끝 부분에 물이 쌓여 갑자기 슬러리처럼 내리막으로 미끄러져 판트글라스(Pantglas) 주니어 스쿨과 일련의 주택을 휩쓸면서 어린이 116명과 성인 28명이 사망했다. 제보 내용은 국립석탄위원회(NCB)의 책임이었고, 이어진 조사에서는 참사에 대한 책임을 조직과 지명된 직원 9명으로 지목했다.